# スーザン・B・アンソニー

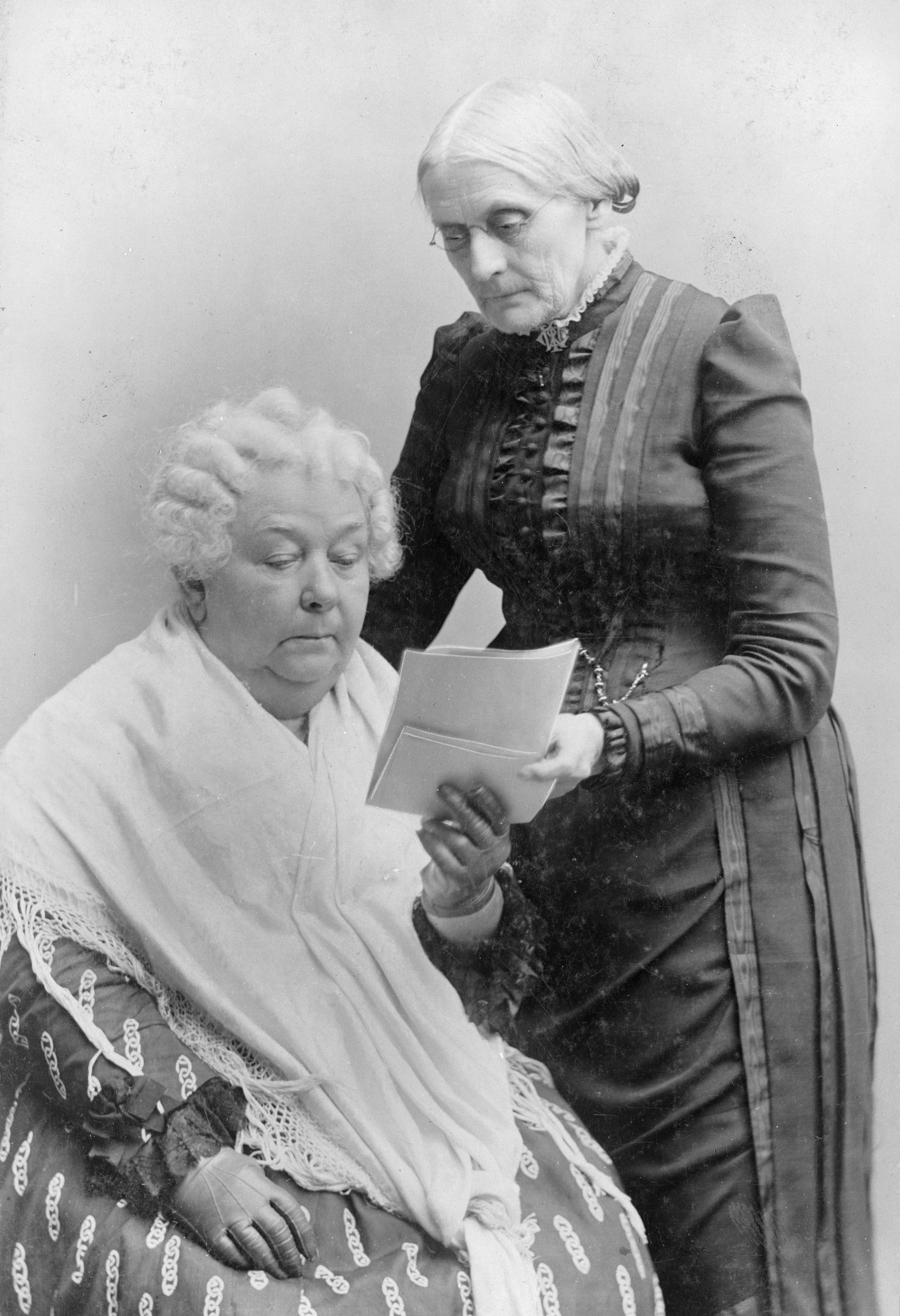
スーザン・B・アンソニー（立っている方）とエリザベス・キャディ・スタントン

スーザン・ブローネル・アンソニー（Susan Brownell Anthony, 1820年2月15日 - 1906年3月13日）は、アメリカの公民権運動の指導者で、エリザベス・キャディ・スタントンと共にアメリカ合衆国における女性参政権獲得のために活動した人物。
マサチューセッツ州アダムスのクエーカー教徒の家庭の娘として生まれる。彼女の誕生後間もなく、アンソニー家は、ニューヨークに引っ越した。1845年以降は、ニューヨーク州モンロー郡ロチェスターに住んだ。ロチェスターに住んでいた間に彼女はユニテリアン教会に通うようになる。
アンソニーは、最初の教育を、彼女の父が自分の子どもたちと近所の子どもたちのために営んだ学校で学んだ。17歳から32歳までは、自らも様々な学校で教鞭をとった。それに続く10年間、アメリカでは南北戦争が勃発し、彼女はニューヨークで奴隷制反対、禁酒運動などで傑出した役割を演じ、1852年には、アメリカで州レベルでは初めての禁酒協会を設立している。1856年には、アメリカ奴隷制反対協会のニューヨーク州の代議員に選出された。
1854年以後、アンソニーは、もっぱら女性の権利の拡張のための運動に全力を傾注し、両性の完全に対等な権利の実現のための最も辣腕にして、熱烈な運動家で、その雄弁な街頭演説家にして著述家として知られるようになる。
アンソニーは堕胎にも強く反対し、それを女性の男性への従属の証とみた。1868年-1870年、彼女はニューヨークで発行されていた週刊新聞「The Revolution」の経営に携わった。編集者がスタントンで、新聞のモットーは次のようなものであった。
「真の共和国とは、－男性には彼らの権利を、そしてそれ以上ではなく、女性にも彼女らの権利を、そしてそれ以下でもなく」
1872年11月5日に行われた大統領選挙の投票に参加するために、アンソニーはアメリカ合衆国憲法修正第15条を提案した。少なくとも彼女の手になるといわれるそれにより、アンソニーは11月18日召喚状を送られ、逮捕されました。
2020年8月19日、ドナルド・トランプ大統領はアンソニーに死後の恩赦を与えると発表した。